# Telstar 1

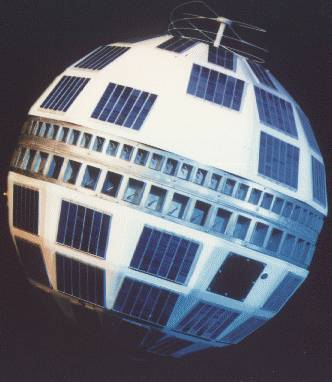
Imagem do Telstar 1, ainda sobre fase de testes

O Telstar 1 foi um satélite de comunicação lançado pela NASA no dia 10 de julho de 1962, ele foi o satélite que permitiu a primeira transmissão ao vivo de imagens de televisão entre os Estados Unidos e a Europa. O mesmo permaneceu ativo por apenas 7 meses, uma vida útil muito inferior as dos satélites artificiais da atualidade. Apesar de não funcionar mais, ele ainda se encontra na órbita da Terra. Na época, o lançamento do satélite foi coberto pela impressa brasileira sob diversos aspectos.

## História
A ideia de transmissões de informações diversas através de satélites era antiga. Já em outubro de 1945, o matemático e visionário Arthur C. Clarke publicou um artigo falando sobre o assunto na revista especializada Wireless World. Sua ideia era aproveitar a imensidão do espaço para transmitir informações, usando um sistema de satélites para esta finalidade.
Durante os anos da Guerra Fria, o choque causado pelo bem-sucedido lançamento do primeiro satélite artificial construído pela humanidade, o Sputnik, pelos soviéticos aumentou o interesse dos Estados Unidos pelo desenvolvimento de pesquisas aeroespaciais.
Logo após o lançamento daquele que ficaria conhecido como o primeiro satélite artificial da Terra, o Sputnik, em 1957, os estadunidenses iniciaram suas tentativas em lançar satélites de comunicações. Esses circundavam o planeta em órbitas elípticas ou circulares e tinham por objetivo melhorar os serviços de telecomunicações, como telefones, rádio e televisão.
O primeiro satélite artificial que os Estados Unidos conseguiram colocar com êxito no espaço foi denominado de SCORE e foi lançado em dezembro de 1958. Através dele, o então presidente Dwight D. Eisenhower enviou uma mensagem de Natal para todo o mundo. Mas o SCORE só permaneceu em órbita por apenas alguns meses. Sua enorme superfície e a órbita muito próxima do planeta Terra fizeram com que reentrasse após apenas 500 voltas em torno do planeta.
A ideia acabou tornando-se realidade no dia 10 de julho de 1962, quando partiu da base de lançamento do Cabo Canaveral, na Flórida, o foguete Delta com o primeiro satélite para transmissões comercial, o Telstar I. De forma arredondada, o satélite tinha um diâmetro de 88 centímetros e pesava 77 quilos.
Um dia antes do lançamento do Telstar 1, no dia 9 de julho de 1962, os Estados Unidos detonaram uma bomba nuclear de 1.4 megatons, numa altitude de 400 km de altitude, a sudoeste da Ilha Johnston, no oceano pacífico. O teste, conhecido como Starfish Prime, criou um enorme pulso eletromagnético que produziu uma aurora espetacular sobre o pacífico.
Sem querer, o satélite se tornou um experimento para analisar o resultado de uma explosão nuclear sobre equipamentos eletrônicos. A princípio, o satélite não podia ser ativado, alguns transistores tinham falhado, mas os engenheiros eletrônicos conseguiram ativá-lo.

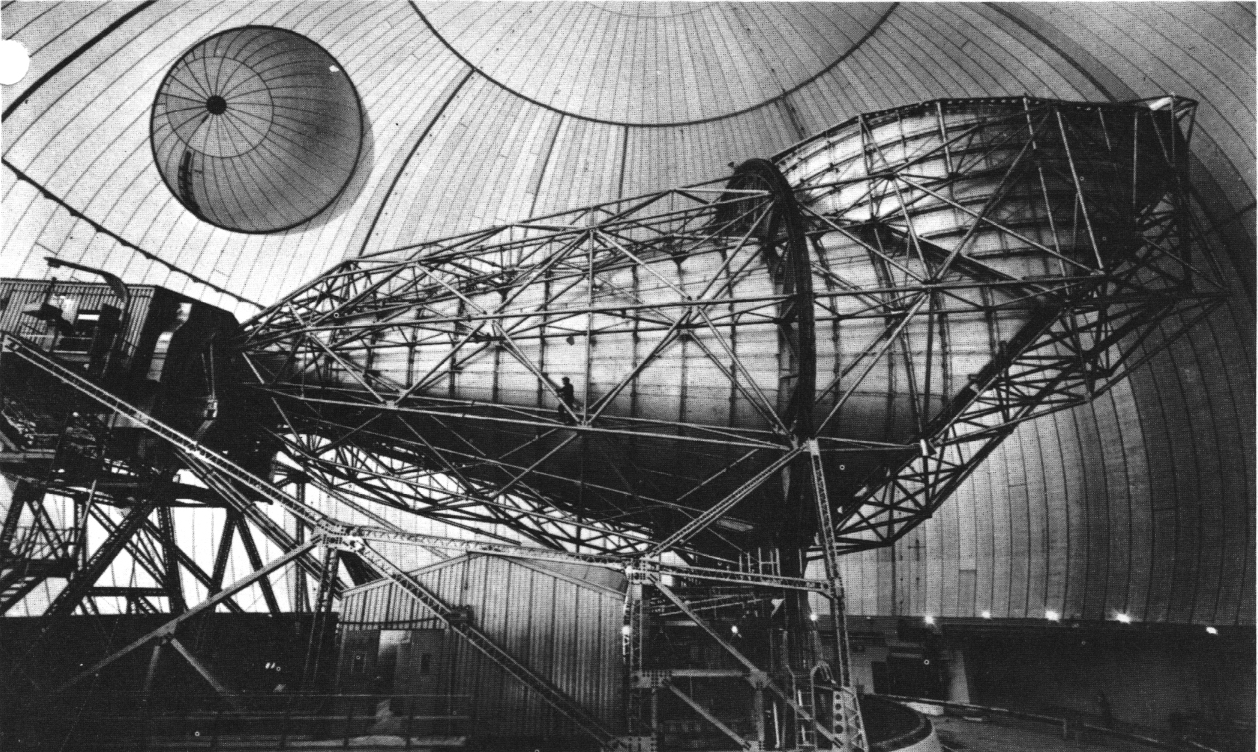
Uma antena terrena de 53 metros fabricada pela AT&T, localizada em Andover, Maine. Ela responsável pelas transmissões entre os Estados Unidos e a Europa. Construída em 1961, e utilizada pelo Telstar 1, posteriormente ela foi utilizada pelo Relay 1.

O Telstar 1 funcionou normalmente desde o lançamento até novembro de 1962, quando a radiação da operação Starfish Prime afetou o canal de comando, que começou a se comportar de forma irregular. O satélite foi ligado continuamente para contornar este problema. Em 23 de novembro de 1962, o canal de comando deixou de responder. Em 20 de dezembro, o satélite foi reativado com sucesso, e os dados intermitentes foram obtidos até 21 de fevereiro de 1963, quando o transmissor falhou.
A energia usada pelo mesmo era produzida por 3.600 células solares. Treze dias após o lançamento, aconteceu a primeira transmissão ao vivo de um programa de televisão entre os Estados Unidos e a Europa.
A Alemanha foi um dos países que participaram das transmissões, com imagens ao vivo mostrando trabalhadores de um alto-forno da área industrial de Duisburg, localizado no oeste do país. Do ponto de vista da qualidade, as imagens eram extremamente ruins para os padrões da atualidade.
As imagens ao vivo de Manhattan e da Ponte de São Francisco chegavam tremidas ao aparelho de televisão, mas pelo menos davam a sensacional impressão de se estar assistindo a um acontecimento do outro lado do mundo.
A qualidade das imagens transmitidas entre os dois continentes, em 1962, estava muito distante da atual. Além disso, o tempo dessas transmissões não eram contínuas, eram restritas em 30 minutos, devido à baixa órbita do satélite. Era necessário que as antenas de recepção e transmissão permitissem que as estações terrestres acompanhassem a sua trajetória orbital. Seu transmissor com a potência ínfima de 2¼ watts tinha sinais tão fracos que as estações que o acompanhavam os recebiam e ampliavam 10 bilhões de vezes, através de antenas parabólicas com 30 m de diâmetro.
A partir deste protótipo, foram lançados milhares de satélites na órbita terrestre, desde a década de 60, a maioria para fins militares, científicos e para telecomunicações.